# Denis Desgagnés
Denis Desgagnés (Tracy, Québec, 1953. április 10. –) kanadai profi jégkorongozó.

## Pályafutása
Komolyabb junior karrierjét a Québec Major Junior Hockey League-es Sorel Éperviersben kezdte 1970-ben. A csapatban 1973-ig volt kerettag. Utolsó évében csapatkapitány volt. Az 1973-as NHL-amatőr drafton a New York Islanders választotta ki a 8. kör 126. helyén. Az 1973-as WHA-amatőr drafton a Chicago Cougars szintén draftolta őt a 7. kör 79. helyén. Nem játszott sem a National Hockey League-ban, sem a World Hockey Associationban. Felnőtt pályafutását a Central Hockey League-es Fort Worth Texansban kezdte 1973 végén. A következő bajnoki évben 36 mérkőzés után átkerült az International Hockey League-es Muskegon Mohawks és a rájátszás után visszavonult. 1978-ban visszatért az IHL-es Milwaukee Admirals egyetlen mérkőzés erejéig.

## Díjai
- QMJHL Második All-Star Csapat: 1973